# Al-Qusair
Al-Qusair (en arabe, القصير, Cossire en français) est une ville côtière de l'Est de l'Égypte sur la mer Rouge.

## Géographie
Elle est située à 163 km à l'Est-Nord-Est de Thèbes.

## Histoire

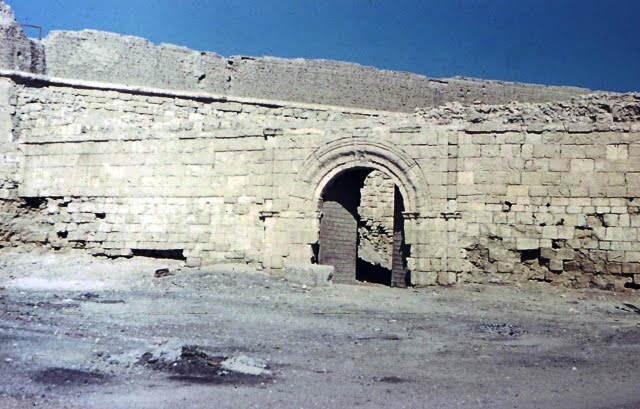
La forteresse en 1968.

Le lieu est habité depuis 5 000 ans. Dans l’Antiquité, elle portait le nom de Myos Hormos, signifiant Mouillage de la souris.
Sa forteresse et ses fortifications datent de l'expédition française de 1798. Au XIXe siècle, résidence d'un bey gouverneur, Al-Qusair était un important entrepôt dont le port était très fréquenté.